# Ezéchiel du Mas

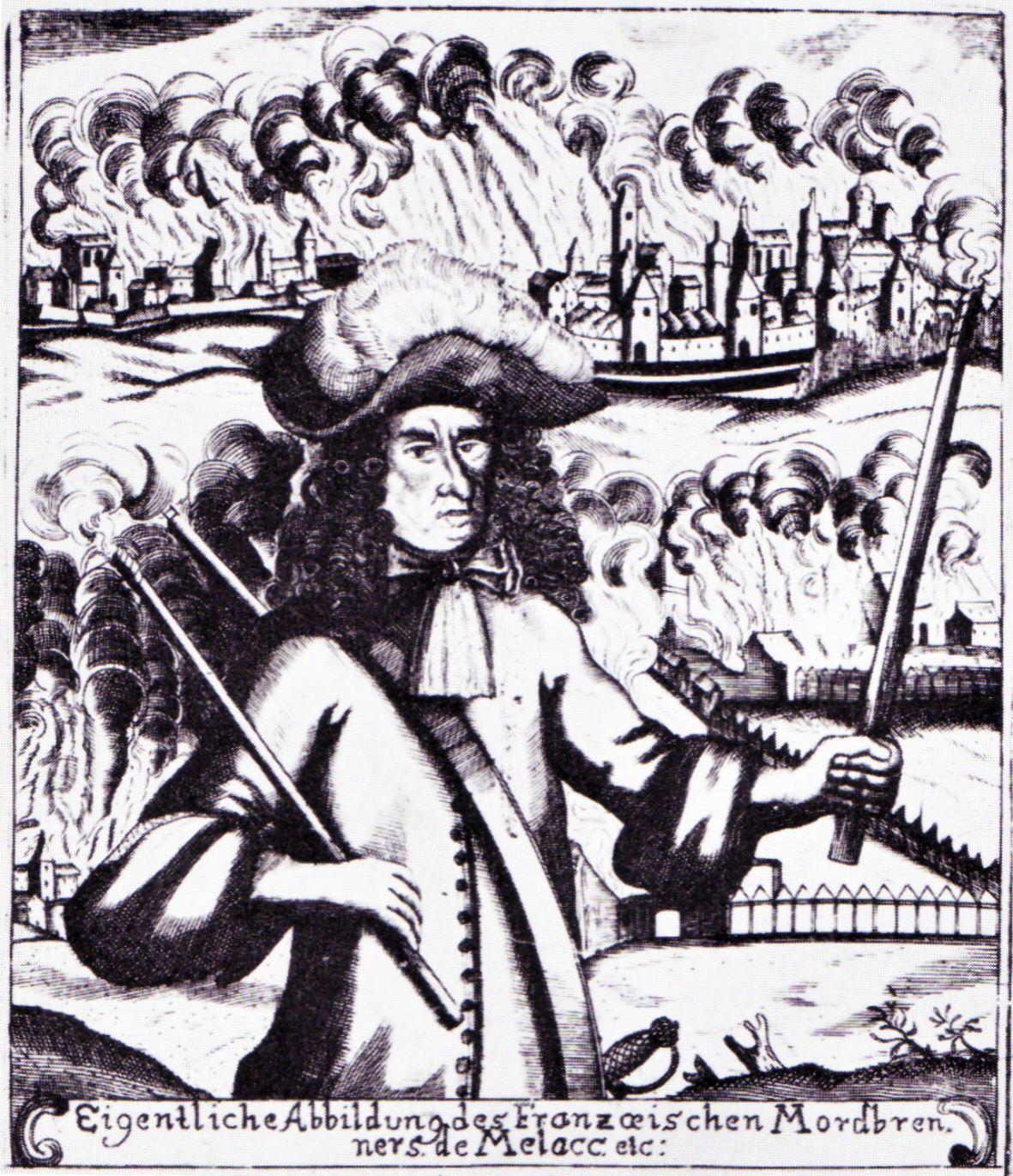
Retrato contemporáneo de Melac en la que es descrito como un pirómano por los alemanes

Ezéchiel du Mas, Conde de Mélac (Sainte-Radegonda, Gironda, circa 1630 - París, Isla de Francia, 10 de mayo de 1704) fue un general del Ejército francés durante el reinado de Luis XIV y en tiempos de François de Luvois como ministro de guerra en el Reino de Francia.
Fue conocido por su inmisericordia y proceder violento a la hora de aplicar las políticas francesas de arrasar los territorios enemigos en vez de por sus propios méritos militares. Los territorios del suroeste de la actual Alemania: Palatinado, Ducado de Wurtemberg, el Margraviato de Baden se vieron afectados por las acciones de Mélac, el cual hizo valer las órdenes del ministro: "reducir el Palatinado a cenizas!". Estos actos le valieron el calificativo de "asesino e incendiario" a la par de ser considerado como el "padrino" de la tensión diplomática entre Francia y Alemania que contribuyó a las dos consiguientes guerras mundiales. Durante la guerra de los Nueve Años destruyó y quemó Alzey, Bacharach, Frankenthal, Mannheim, Heidelberg incluyendo su castillo, Pforzheim, Espira incluyendo la catedral, Baden-Baden, Worms incluyendo la catedral, Oppenheim, Durlach y Calw.  Algunas de ellas ya devastadas durante la campaña de Enrique de la Tour d'Auvergne-Bouillon en 1674 durante la guerra franco-neerlandesa.
Siendo gobernador militar de Landau in der Pfalz, el 12 de septiembre de 1702, tuvo que ceder la fortaleza a las tropas imperiales de Luis Guillermo de Baden-Baden, durante la guerra de sucesión española.
En contraste con el punto de vista alemán, el Duque de Saint-Simon describió en sus memorias a Mélac como un "excelente soldado" y "persona amable con sus allegados y superiores", aunque admitió su "mal temperamento".